# Peter Olrog Schjøtt

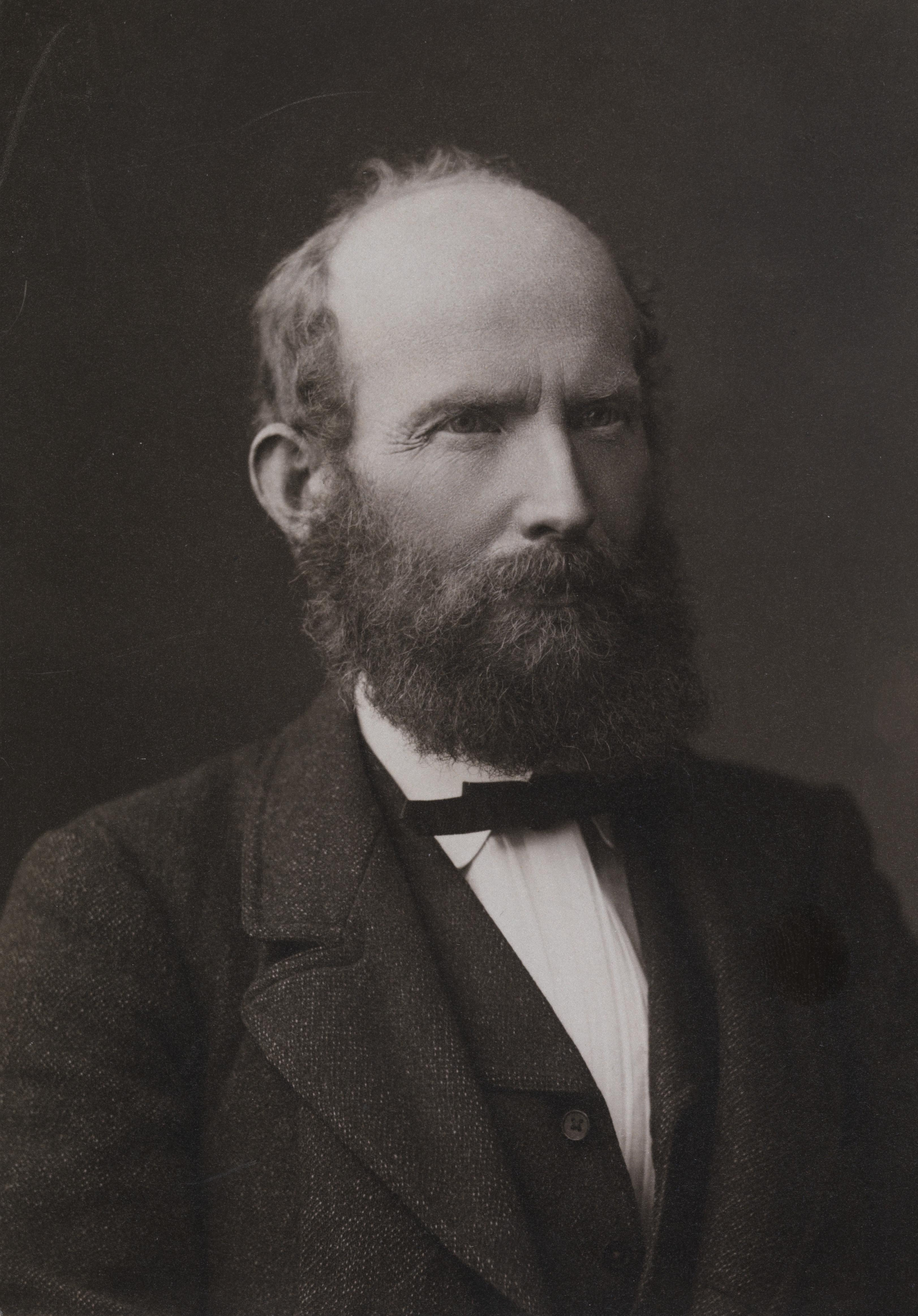
Peter Olrog Schjøtt (1833–1926)

Peter Olrog Schjøtt bzw. P.O. Schjøtt (* 29. Juli 1833 in Dypvåg, heute Tvedestrand; † 7. Januar 1926 in Oslo) war ein norwegischer klassischer Philologe und Politiker. Er „war ein Altertumswissenschaftler mit breit gefächerten beruflichen Interessen und ein politisch engagierter Mensch. Er war mehr als 50 Jahre lang Professor und ein Jahr lang Kabinettsminister.“ „In Schjøtt hatten die griechische Sprache, Literatur, Mythologie und Geschichte den gelehrtesten Interpreten.“ Er war ein „begeisterter Naturliebhaber und noch im hohen Alter ein leidenschaftlicher Skifahrer.“

## Familie
Peter Olrog Schjøtt, getauft am 10. August 1833, war der Sohn des Vikars Ole Herstad Schjøtt (1805–1848) und der Anne Jacobine Olrog (1801–1882). Er hatte noch jüngere Geschwister, die Schwester Josefine (* 1837) und den Bruder Steinar Johannes (* 1844). Während Josefine den Theologen und Philosophen Erik Frederik Barth Horn (1829–1899) heiratete, wurde Steinar Schjøtt (1844–1920) selbst als Philologe und Verleger prominent.
Am 26. November 1867 heiratete Peter Olrog Schjøtt die Literaturkritikerin und Frauenrechtlerin Mathilde Dunker (* 19. Februar 1844 in Kristiania (Oslo); † 13. Januar 1926 in Oslo), Tochter des Regierungsadvokaten Bernhard Dunker (1809–1870) und der Edle Jasine Theodore geborene Grundt (1811–1887). Ihr Elternhaus war ein Treffpunkt des hauptstädtischen Bildungsbürgertums; ihr Vater war ein Kunstmäzen und engagierte sich politisch für die liberale Venstre-Partei.
Der Ehe entsprangen vier Töchter: Anna Theodora (* 1868 in Kristiania), Sofie Conradine (* 1871 in Vestre Aker), Julie Constance (* 1874 in Leipzig) und Mathilde (* 1876 in Kristiania). Die Familie hatte ihre Wohnung in Bogstadveien bzw. Frogner gade in Vestre Aker, das um 1880 nach Kristiania kjøpstad eingemeindet wurde. Ab der Volkszählung 1900 war die Wohnadresse Rosenborggaden 11.
Alle vier Töchter wurden berufstätig, nachdem sie zuvor studiert und akademische Abschlüsse erreicht hatten. Damit waren sie Pionierinnen des Frauenstudiums in Norwegen, das erst 1884 allgemein erlaubt worden war. Sofie Schjøtt war Juristin und die erste Richterin Norwegens. Mathilde Schjøtt war als Realschullehrerin Norwegens erste Beamtin. Auch Anna Theodora und Julie Constance arbeiteten als Lehrerinnen.

## Akademische Laufbahn
Peter Olrog Schjøtt wuchs im Pfarrhaus von Dypvåg und später in Porsgrunn und Skien auf. Die Lateinschule in Skien absolvierte er 1851, konnte aber wegen Krankheit das Examen artium (Abitur) erst 1852 ablegen. Danach besuchte er die Domschule Kristiania und legte 1853 das zweite Examen (Examen philosophicum) ab. In beiden Prüfungen erhielt er die Bestnote laudabilis prae ceteris. Er studierte Philologie an der Universität Christiania mit den Hauptfächern Griechisch und Latein. 1859 schloss er mit dem Embetseksamen med laud und dem Titel cand. philol. sein Studium ab.
1861 wurde er an Nissens Latein- und Realschule als Lehrer angestellt. In dieser Zeit gab er zusammen mit einem Freund die Wochenzeitschrift Fra Udlandet für ausländische Literatur und Politik heraus. 1862–1864 (und erneut 1869–1870) unterrichtete er an Gjertsens Lateinschule und gleichzeitig stundenweise an der Domschule Kristiania. 1862–1864 arbeitete er als Reporter und Stenograf im norwegischen Parlament.

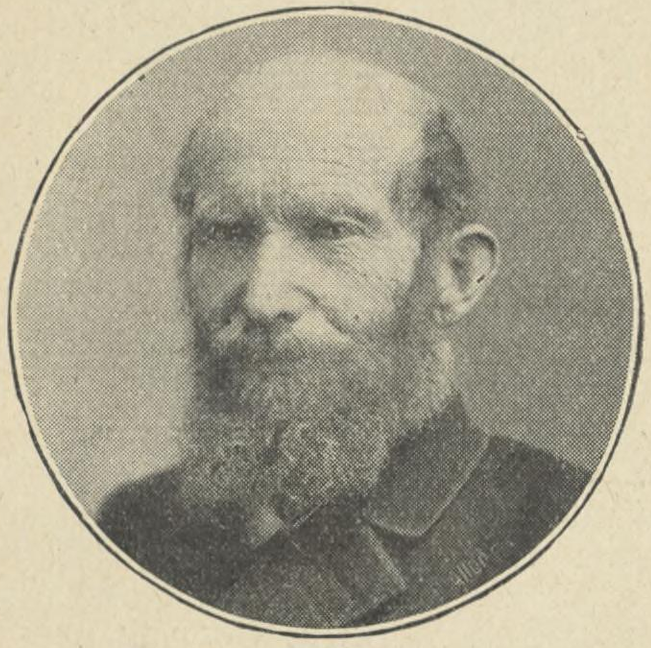
Peter Olrog Schjøtt, 1908, 75-jährig

Am 21. September 1864 wurde Schjøtt während der Krankheit von Professor Thaasen damit beauftragt, an der Universität Christiania Vorlesungen über Griechisch zu halten und Prüfungen abzunehmen. Nach dem Tode des Professors am 27. Mai 1865 wurde er zum Dozenten (lektor) für griechische Philologie ernannt, am 8. Januar 1866 zum außerordentlichen Professor und schließlich am 12. Mai zum ordentlichen Professor. Das restliche Jahr 1866 verbrachte Schjøtt mit einem öffentlichen Stipendium auf Studienreisen im Ausland (Kopenhagen, Berlin und Leipzig).
Im nächsten Jahr wurde Peter Olrog Schjøtt in die Videnskabsselskabet i Kristiania gewählt, der heutigen Norwegischen Akademie der Wissenschaften, und viele seiner philologischen Abhandlungen wurden in den Schriftenreihen der Akademie (Skrifter und Forhandlinger) veröffentlicht. 1873–1874 hielt er sich erneut „zu wissenschaftlichen Zwecken“ in Leipzig auf, diesmal in Begleitung seiner Frau Mathilde; und in Leipzig kam auch seine dritte Tochter Julie zur Welt.
Ab 1889 trug seine Professur den Titel „für klassische Philologie mit besonderer Verpflichtung zu Vorlesungen über griechische Philologie“. 1913 wurde er erstmals zum Rektor gewählt. Bei seiner Pensionierung im Frühjahr 1918 war er Nestor, also der älteste Professor der Universität. Allerdings hatte er in seinen letzten neun Semestern nur mehr einen Studenten gehabt, den späteren Theologieprofessor Anton Fridrichsen.

## Akademische Leistung
Schjøtts akademische Veröffentlichungen umfassen z. B. kommentierte Übersetzungen von Pindar und Aischylos, eine Diskussion über eine Stelle im Historiker Polybios und Untersuchungen über den Ursprung der griechischen Tragödie und der athenischen Demokratie. Ein Abschnitt der römischen Geschichte ist eine populäre Darstellung des Zweiten Punischen Krieges. Diese Titel sind schon ein Hinweis auf Schjøtts Interesse nicht nur für die Textkritik, sondern auch für die soziale Struktur und die politische und militärische Organisation Athens und Roms. Wegen des damaligen großen Einflusses der Altphilologen Deutschlands hat er etliche seiner Schriften in deutscher Sprache veröffentlicht.
Seine „Ansichten, besonders über den semitischen Einfluss in der ältesten griechischen Geschichte, über den Ursprung der Etrusker und über die antiken Schiffsformen, waren umstritten.“ „In gewisser Weise hat ihm die Nachwelt in einer seiner wichtigsten Überzeugungen Recht gegeben: dass die antike Kultur des Mittelmeerraums ihre Wurzeln im Osten hatte, in Kleinasien, Armenien, Syrien, Phönizien und Ägypten. Vor diesem Hintergrund sah Schjøtt auch die Parallelen in der gesellschaftlichen Entwicklung Griechenlands und Italiens und fasste seine Ansichten in zwei Schriften aus dem Jahr 1916 zusammen.“
Schjøtts Interesse an der antiken Schiffstechnik veranlasste ihn zu praktischen Experimenten mit der Anordnung der Ruder auf den griechischen Trieren. Zum besseren Verständnis des antiken Schiffsbaus verwies er auch auf die späteren Konstruktionen der nordischen Wikinger. „Seine Studien über griechische Schiffsformen haben auch im Ausland Aufmerksamkeit erregt.“
In seinen letzten Jahren wandte er sich neuen Autoren wie Platon oder Paulus zu. Er übersetzte und kommentierte die Apostelbriefe des Neuen Testaments, von denen die vollständige und endgültige Ausgabe erst in seinem Todesjahr erschien.
„Schjøtt soll ein lebhafter, wenn auch etwas unstrukturierter Lehrer gewesen sein.“ 1895 wurde er „für wissenschaftliche Verdienste“ zum Kommandeur des Sankt-Olav-Ordens ernannt. Ritter des schwedischen Nordstern-Ordens war er schon seit 1888.

## Politisches Interesse

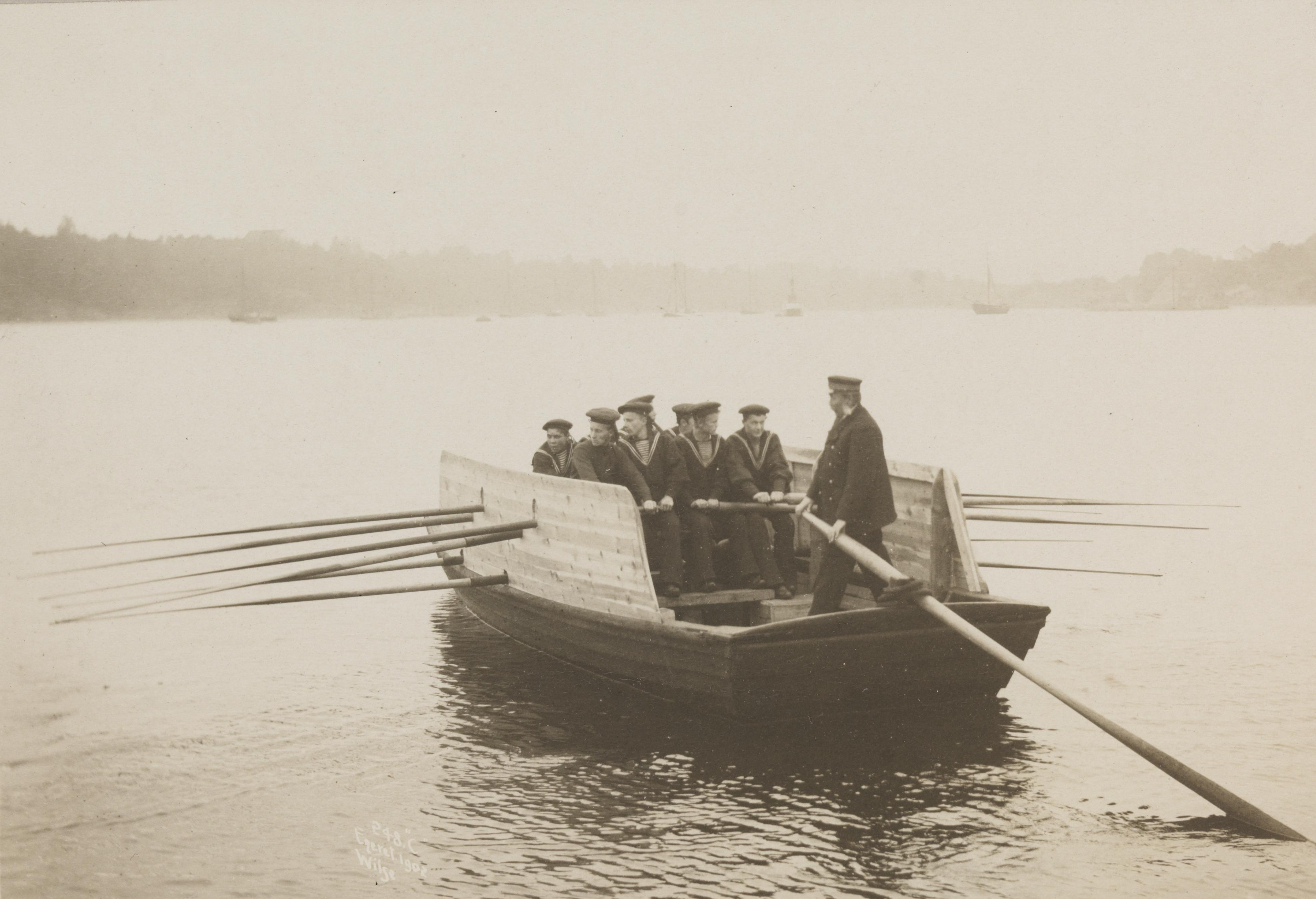
Prof. P.O. Schjøtts Rekonstruktion der griechisch-römischen Rudertechnik. Foto 1902

Peter Olrog Schjøtt war schon während des Studiums, als er in der Studentenvereinigung aktiv war, politisch interessiert. Er teilte die Einstellungen des Skandinavismus, der die Zusammenarbeit der nordischen Länder anstrebte und war 1863 an der Gründung des Skandinavischen Vereins (Den skandinaviske forening) in Kristiania beteiligt, „einem der charakteristischsten Phänomene der nordischen Politik zu dieser Zeit.“ Er war lange Zeit ein enger Freund von Ludvig Daae. Doch während Daae immer konservativer und dänenfreundlicher wurde, „bewegte sich Schjøtt allmählich nach links. Durch seine Frau Mathilde […] wurde er Teil des Sars-Kreises, und er wurde Mitarbeiter der Nyt Tidsskrift, wo er 1882 eine wichtige Rezension von Henrik Ibsens Gespenster veröffentlichte.“
Als anlässlich der Absetzung der Regierung Selmer im Januar 1884 in Kristiania die liberale Venstre als Partei gegründet wurde (unter dem Namen Den liberale Forening), gehörte Schjøtt zu den Gründern und war einige Zeit auch Vorstandsmitglied. Die neue Partei unter Johan Sverdrup stellte in den folgenden Jahren die Regierung, und nach einer Umbildung 1888 wurde auch Peter Olrog Schjøtt Bestandteil dieser Regierung, ein Umstand, der von seinen Zeitgenossen als überraschend wahrgenommen und entsprechend kommentiert wurde: Er „wurde in die Politik hineingezogen“ (1916) „und dies war sein einziger aktiver Abstecher aus der wissenschaftlichen Arena.“ (1926)
| Ministeramt                                     | Von              | Bis              |
| ----------------------------------------------- | ---------------- | ---------------- |
| Statsråd i Stockholm                            | 13. März 1888    | 23. Februar 1889 |
| Indreminister                                   | 15. August 1888  | 28. August 1888  |
| Revisjonsminister                               | 23. Februar 1889 | 13. Juli 1889    |
| Revisjonsminister og konstituert finansminister | 1. Mai 1889      | 6. Juni 1889     |

Vom März 1888 bis Februar 1889 war Schjøtt Statsminister in Stockholm (wörtlich etwa Norwegischer Ministerpräsident in Stockholm), ein durch die schwedisch-norwegische Personalunion 1814 gegründetes Amt. Ursprünglich residierte der norwegische Ministerpräsident in Stockholm, während der Rest der Regierung in Kristiania verblieb. Seit 1873 wirkte der Ministerpräsident in Kristiania (1884–1889 war das Sverdrup), während der Statsminister in Stockholm weiter existierte, aber den Charakter eines Botschafters der norwegischen Regierung beim König annahm.
Von Februar bis Juli 1889 war Schjøtt Bestandteil des norwegischen Kabinetts als Minister im Revisjonsdepartement bzw. im Finans- og tolldepartement. Das Revisionsministerium hatte wie ein Rechnungshof die Wirtschaftlichkeit der öffentlichen Verwaltung zu kontrollieren. Als Schjøtt Minister war, war dieses Ministerium zeitweise mit dem Finanz- und Zollministerium verbunden.
Am 13. Juli 1889 trat die Regierung Sverdrup zurück und Peter Olrog Schjøtt wurde erneut an die Universität berufen. Sein politisches Engagement hatte ihm die Ernennung zum Ritter 1. Klasse des Sankt-Olav-Ordens eingebracht, und zwar „für offizielle Aufgaben“. Er hat diesen Orden also zwei Mal erhalten, einmal für politische und einmal für wissenschaftliche Leistungen.
„Sein eigentliches politisches Engagement betraf eher das Militär und die Schulen. Als begeisterter Jäger und Naturliebhaber war Schjøtt ein lebenslanger Freund der Verteidigung, und im Sommer 1905 meldete sich der 71-jährige Reserveoffizier zum Dienst. Er schlug wiederholt vor, dass Gymnastik und Waffenkunde Pflichtfächer an der Universität werden sollten. Auch die Entwicklung einer technischen Hochschule sah er als eine der größten Herausforderungen seiner Zeit an.“

## Mitgliedschaften
- Gründungsmitglied des Skandinavischen Vereins (Den skandinaviske forening) in Kristiania 1863.[4]
- Mitglied der Norwegischen Akademie der Wissenschaften (Videnskabsselskabet i Kristiania) seit 1867.[14]
- Gründungs- und Vorstandsmitglied der Venstre-Partei (Den liberale Forening) in Kristiania 1884[15]

## Auszeichnungen
(Quelle: )
- Ritter 1. Klasse des norwegischen Sankt-Olav-Ordens, ernannt am 21. Januar 1889 „für offizielle Aufgaben“.
- Kommandeur des Sankt-Olav-Ordens, ernannt am 21. Januar 1895 „für wissenschaftliche Verdienste“.
- Ritter des schwedischen Nordstern-Ordens, seit 1888.

## Werke
(Auswahl. Quellen: )

### Monografien
- Betragtninger ianledning af Folkehøiskolemødet. (Überlegungen anlässlich des Treffens der Volkshochschule.) Cammermeyer, Christiania 1872 (Digitale Version).
- Den antike Stat og Solons Forfatning. (Der antike Staat und die Verfassung des Solon.) Malling, Christiania 1873 (Digitale Version).
- Der Ursprung der griechischen Tragödie. 1873.
- Zur Erklärung des Polybius 6, 20. 1874.
- Den græske tragedies oprindelse. (Die Ursprünge der griechischen Tragödie.) Gad, Kopenhagen 1874 (Digitale Version).
- Et Afsnit af den romerske Historie. (Ein Abschnitt der römischen Geschichte.) Malling, Christiania 1875 (Digitale Version).
- Samlede philologiske Afhandlinger. (Gesammelte philologische Abhandlungen.) Brøgger, Christiania 1896 (Digitale Version).
- Det atheniensiske demokrati. (Die athenische Demokratie.) 1902.
- Die römische Geschichte im Lichte der neuesten Forschungen. Videnskabsselkabets Skrifter. II. Historisk-filosofisk. Klasse. 1906 nr. 1, 1906.
- Studien zur alten Geschicht I–IV. Videnskabsselkabets Skrifter, 1906–1912.
- König Alexander und die Macedonier. 1907.
- Die Herkunft der Etrusker und ihre Einwanderung in Italien. Videnskabsselkabets Skrifter. II. Historisk-filosofisk. Klasse. 1910 Nr. 1. Jacob Dybwad, Christiania 1910.
- Grundrids af den politiske organisation i Grækenland. (Überblick über die politische Organisation in Griechenland.) Videnskabsselkabets Forhandlinger for 1916. Nr. 1. Jacob Dybwad, Kristiania 1916. (Digitale Version).
- Den politiske og militære organisation i Rom. (Die politische und militärische Organisation in Rom.)Videnskabsselkabets Forhandlinger for 1916. Nr. 3, Kristiania 1916 (Digitale Version).

### Übersetzungen
- Pindars pythiske oder og 2den Ode. (Pindars Pythische oder Zweite Ode.) 1871.
- Æschylus’ Agamemnon. Videnskabsselkabets Skrifter. II. Historisk-filosofisk. Klasse. 1896 Nr. 2. Jacob Dybwad, Christiania 1896 (Digitale Version).
- Apostelbrevene i Det nye Testamente, oversettelse med ekskurser. (Die Apostelbriefe im Neuen Testament. Übersetzungen mit Exkursen.) Jacob Dybwad, Oslo 1926 (Digitale Version).

### Artikel in Zeitungen und Zeitschriften
(Quelle )
- Nyt Tidsskrift. 1882–1885
  - Ibsens Gengangere. (Ibsens Gespenster.) in Nr. 1/1882, Seite 101–104.
- Norsk militaert Tidsskrift. 1889
- Nordisk Tidskrift. 1880
- Vor Ungdom. (Kopenhagen) 1886
- Fleckeisens Neue Jahrbücher für Philologie. 1890
- Morgenbladet. 1856–1888
- Christiania-Posten. 1858
- Aftenbladet. 1881
- Aftenposten. 1890–1894
- Dagbladet. 1884–1887
- Verdens Gang. 1884
- Augsburger Allgemeine Zeitung. 1873

### Herausgeberschaften
- Mit Hans Munk: Fra Udlandet. Ugeskrift for udenlandsk Literatur og Politik. (Aus dem Ausland. Zeitschrift für ausländische Literatur und Politik.) 1861–1862.